# GameRankings
GameRankings est un site web qui collecte les notes attribuées aux jeux vidéo dans les critiques sur Internet. Pour chaque jeu, un score numérique est obtenu et le total est ramené à une moyenne en pourcentage. Ce principe est similaire à d'autres sites web, tels que Metacritic ou Rotten Tomatoes. GameRankings est un site web qui appartient au groupe CBS Interactive, tout comme GameFAQs, GameSpot, Giant Bomb et Metacritic. Il ferme ses portes en décembre 2019.

## Histoire
GameRankings ferme ses portes le 9 décembre 2019. Le lendemain, son URL est modifiée pour rediriger l'utilisateur vers un autre agrégateur de notes en ligne, Metacritic, lui aussi propriété du groupe CBS Interactive. L'équipe de GameRankings est elle aussi transférée vers celle de Metacritic.

## Notation
Chaque jeu obtient une note sur 100 et les meilleurs jeux sont classés par console ou par éditeur par exemple.
Il y a des règles très strictes pour déterminer quels sont les sites dont les notes sont prises en compte. Le site doit avoir au moins 300 archives de tests pour un site généraliste, ou au moins 100 tests pour un site consacré à une seule console ou un seul genre de jeu. Il doit aussi avoir publié au moins 15 tests par mois, être visuellement attirant, doit tester une grande variété de titres, doit avoir un nom de domaine privé et un hébergement professionnel, et doit se conduire de manière professionnelle. Les tests doivent également être bien écrits. Cependant, il est possible que certains sites qui obéissent à toutes ces règles ne soient pas inclus, comme certains sites non-anglophones.

## Jeux les mieux notés

### Classement toutes consoles confondues
Voici les 10 jeux les mieux notés par le site à sa fermeture,.
| Place | Nom du jeu                              | Console         | Score   |
| ----- | --------------------------------------- | --------------- | ------- |
| 1     | Super Mario Galaxy                      | Wii             | 97,64 % |
| 2     | The Legend of Zelda: Ocarina of Time    | Nintendo 64     | 97,54 % |
| 3     | Super Mario Odyssey                     | Nintendo Switch | 97,42 % |
| 4     | Super Mario Galaxy 2                    | Wii             | 97,35 % |
| 5     | The Legend of Zelda: Breath of the Wild | Nintendo Switch | 97,33 % |
| 6     | Grand Theft Auto IV                     | PlayStation 3   | 97,04 % |
| 7     | Grand Theft Auto V                      | PlayStation 3   | 97,01 % |
| 8     | Grand Theft Auto IV                     | Xbox 360        | 96,67 % |
| 9     | SoulCalibur                             | Dreamcast       | 96,56 % |
| 10    | Red Dead Redemption II                  | PlayStation 4   | 96,45 % |

### Meilleur jeu de chaque console
Voici, pour chaque console, le jeu le mieux noté par le site, parmi les jeux ayant au moins 20 critiques. Les consoles n'apparaissant pas sont celles n'ayant aucun jeu ayant été testé plus de 20 fois. Ont également été exclues celles n'ayant qu'un ou deux jeux qui ont été testés plus de 20 fois (comme la N-Gage et la Game Boy Color).
- PC : The Orange Box

Nintendo
- Nintendo 64 : The Legend of Zelda: Ocarina of Time
- GameCube : Metroid Prime
- Wii : Super Mario Galaxy
- Wii U : Super Mario 3D World
- Nintendo Switch : Super Mario Odyssey
- Game Boy Advance : Advance Wars
- Nintendo DS : Grand Theft Auto: Chinatown Wars
- Nintendo 3DS : The Legend of Zelda: Ocarina of Time 3D

Sony
- PlayStation : Tekken 3
- PlayStation 2 : Resident Evil 4
- PlayStation 3 : Grand Theft Auto IV
- PlayStation 4 : Red Dead Redemption II
- PlayStation Portable : God of War: Chains of Olympus
- PlayStation Vita : Persona 4 Golden

Microsoft
- Xbox : Halo: Combat Evolved
- Xbox 360 : The Orange Box
- Xbox One : Inside

Sega
- Dreamcast : SoulCalibur